# Pachamama
Pachamama (kečua. pacha: promjena, epoha + mama: majka), u kulturama i mitologiji
Anda, božica Pachamama je velika božica zemlje plemena Inka/Quechua. Često se opisuje kao supruga ili boga Stvoritelja Pachacamaca ili boga sunca Intija, a često je prikazivana kao zmija ili zmaj. Među modernim Quechuama kult štovanja se zadržao i danas a često se povezuje s Djevicom Marijom.